# Rafael Rodriguez Medina
Rafael Rodriguez Medina, né le 12 décembre 1956, est un arbitre de football du Salvador, qui officia de 1988 à 2000.

## Carrière
Il a officié dans des compétitions majeures : 
- Coupe du monde de football féminin 1991 (3 matchs)
- Gold Cup 2000 (1 match)